# European Financial Planning Association
L'European Financial Planning Association (EFPA) è un'organizzazione non governativa europea. È il più autorevole organismo preposto alla definizione di standard professionali e alla certificazione per i Financial Advisors e Financial Planners in Europa e della quale fanno parte 12 Paesi affiliati.
La missione di EFPA European Financial Planning Association – consiste nel fissare in maniera continuativa nel tempo standard pertinenti e di elevata qualità per i programmi didattici, gli esami e l'etica nel settore del financial advising in tutta Europa. 
A oggi in Europa sono oltre 63.000 i Professionisti Certificati EFPA.
EFPA Italia, viene fondata nel gennaio 2002 per iniziativa dell'ANASF (Associazione Nazionale Promotori Finanziari) con lo status di Fondazione per iniziativa dell’ANASF (oggi Associazione Nazionale Consulenti Finanziari), EFPA Italia promuove gli standard formativi di qualità, certifica/accredita percorsi formativi ed organizza esami finalizzati al rilascio delle diverse certificazioni professionali studiate per le diverse conoscenze e competenze richieste in funzione dei ruoli ricoperti e/o delle mansioni svolte nel settore della consulenza in materia di investimenti.
Più nello specifico, la mission di EFPA Italia consiste:
- nell'armonizzare l’offerta formativa rivolta alle diverse figure professionali che operano nel mercato finanziario;
- nel certificare programmi formativi che presentino standard qualitativi rigorosi attraverso l’attività didattica dei più importanti enti di formazione del settore;
- nel collaborare con le istituzioni finanziarie per promuovere la certificazione presso gli operatori finanziari, al fine di incrementare la qualità professionale dell’offerta;
- nel diffondere la cultura dell’aggiornamento professionale costante e continuativo nel tempo.

La Certificazione EFPA è l'attestazione di un processo di formazione professionale continuo e permanente nel tempo, di matrice europea, di qualità, basato sulla fissazione di standard comuni.
I livelli di Certificazione promossi da EFPA Italia sono i seguenti:
- EFP, European Financial Planner
- EFA, European Financial Advisor
- EIP, European Financial Practicioner

A novembre 2020 è stata presentata la nuova Certificazione EFPA ESG Advisor che permette di acquisire specifiche competenze in materia di finanza sostenibile, utili sia a sviluppare sensibilità personali, sia a fornire un servizio di consulenza finanziaria ai propri clienti quanto più attuale e completo.
In Italia, a dicembre 2020, i Professionisti Certificati sono 7.048 così suddivisi:
- 212 EFP
- 3929 EFA
- 2907 EIP

I nominativi di tutti i Professionisti Certificati sono pubblicati sul registro europeo ed italiano presente sul sito www.efpa-italia.it